# Explication de texte
Die explication de texte, oft auch als explication française bezeichnet, ist eine Methode zur Analyse literarischer Texte, die den Literaturunterricht in Frankreich prägt und eine Pflichtübung zur Erlangung des Baccalauréats, der Concours, Agrégations und vieler anderer Prüfungsordnungen ist.
Sie wurde ab 1880 von Gustave Lanson im Zuge der Reform des französischen Universitätswesens eingeführt und ist bis heute ungeachtet aller literaturtheoretischen Paradigmenwechsel die prägende Art der Literaturbetrachtung im französischen Bildungswesen. Verschiedentlich haben Romanisten die Praxis der explication de texte als „sakrosankt“, „Religion“ oder als „Initiationsritus“ charakterisiert.
Viel mehr als der gewöhnliche deutsche Schulaufsatz folgt eine explication einer strengen dreistufigen Struktur (introduction, développement, conclusion). Der vorgegebene Text, etwa ein Gedicht oder ein Auszug aus einem Roman, wird zunächst detailliert auf seine formalen und stilistischen Merkmale hin untersucht, die dann in einem zweiten Schritt ins Verhältnis zum Ganzen gesetzt werden, um darzulegen, wie sie der Aussage des Textes dienen, und worin diese besteht. Die Methode ist also stark formalistisch geprägt und im Grunde werkimmanent, schon weil der Proband im Allgemeinen einen ihm unbekannten Text expliziert, geht also von der Annahme aus, dass sich die Aussage des Textes durch eine sorgfältige hermeneutische Lektüre erschließen lässt; außertextuelle Bezüge wie der historische Kontext, die Biografie des Autors oder soziologische und ideologische Erwägungen werden vernachlässigt oder bewusst ausgeklammert.
Als Gegenreaktion auf biografische, historische oder soziologische Kausalanalysen literarischer Texte etablierte sich die explication de texte als spezifische Schule oder Ausrichtung in der Literaturwissenschaft hauptsächlich von den 1930er bis Anfang der 1960er Jahre. Literaturtheoretisch wurde dabei das Postulat der Autonomie des literarischen Einzelwerks als sprachlich-ästhetischer Einheit zugrunde gelegt. Demzufolge geht es in der literaturwissenschaftlichen Untersuchung und Textdeutung nicht um eine Funktions- oder Wirkungsanalyse des literarischen Textes, sondern um den Nachweis der von vornherein vorausgesetzten literarischen Qualität einzelner Werke. Diese objektiviert sich nach den Vorstellungen der Vertreter der explication de texte in der stilistischen Harmonie sowie der Kohärenz und Stimmigkeit aller formalen Komponenten in einem Text, d. h. dem Werkstil, oder in dem Gesamtwerk eines Autors, d. h. dem Personalstil, bzw. teilweise auch in spezifischen Werken in einer bestimmten Zeit, d. h. dem Epochen- oder Zeitstil. Aspekte wie etwa die Intention des Autors bleiben dabei außer Betracht, da, wie Staiger es ausdrückt, ausschließlich die „makellose Schönheit als solche verstanden werden soll“. Werke, die dieser impliziten Norm ästhetischer Literarizität nicht entsprechen, haben in der explication de texte keinen Anspruch auf Geltung.
In der englischsprachigen Literaturtheorie und -didaktik der Mitte des 20. Jahrhunderts fand die explication de texte ihr Gegenstück im practical criticism von I. A. Richards und dem close reading der New Critics, das jedoch weitaus stärker von literaturtheoretisch-ideologischen Voraussetzungen geprägt ist. Gegenüber der explication de texte wird im new criticism und der werkimmanenten Interpretation stärker das Moment des Einfühlens im Verstehensprozess betont; dem zunächst spontanen Verständnis der Textstimmigkeit folgt methodisch eine objektivierende Stilanalyse und Zusammenfassung zu einem literaturwissenschaftlich gesicherten Urteil.
In der Kritik an diesem Deutungsverfahren wird dagegen der Einwand erhoben, dass die Interpretation wesentliche Bedeutungskonstituenten ausblende und in nicht unerheblichem Maße durch ein individuelles Geschmacksurteil des jeweiligen Interpreten beeinflusst werde, das wissenschaftlich nicht verifizierbar sei.